# Callithea davisi
Callithea davisi är en fjärilsart som beskrevs av Butler 1877. Callithea davisi ingår i släktet Callithea och familjen praktfjärilar. Inga underarter finns listade i Catalogue of Life.